# Dolar singapurski
Dolar singapurski – oficjalna waluta Singapuru od 12 czerwca 1967, międzynarodowy skrót – SGD. Jeden dolar singapurski dzieli się na sto centów. Zapisuje się go za pomocą symbolu S$, a niekiedy po prostu $. Wartość 1 dolara singapurskiego to ok. 3,03 złotego (styczeń 2025) według kursu NBP.
Na mocy zawartej w 1967 r. umowy pomiędzy Singapurem a Brunei dolar singapurski jest połączony z dolarem brunejskim sztywnym kursem w relacji 1:1.

## Opis banknotów
Część banknotów występujących w obiegu wykonana jest z papieru. Nowe banknoty o nominałach 2$, 5$ i 10$ wykonane są z polimeru. Na awersie wszelkich banknotów znajduje się podobizna pierwszego prezydenta Singapuru – Encika Yusofa bin Ishaka.